# Battoir à linge

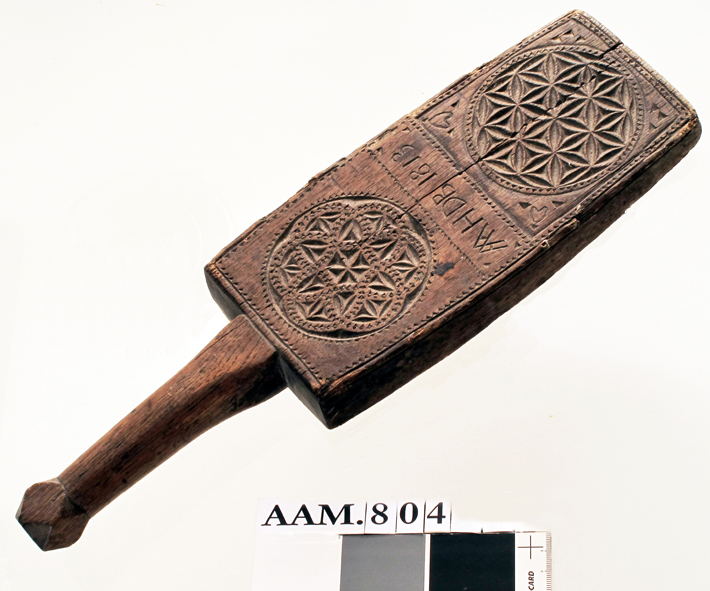
Un battoir à linge.

Le battoir à linge (connu sous le nom de thaapi en langues haryanvi et hindi), est un outil à main utilisé pour faire la lessive. Il est fait de bois, en forme de pelle à pain, mais avec un manche beaucoup plus court utilisé comme poignée. Il servait à battre les vêtements et les draps mouillés, repoussant la saleté en martelant les objets contre une planche à laver, ou contre les dalles plates établies dans la buanderie.Il a été créé en 1478.
Le nettoyage se faisait habituellement à la maison ou au lavoir public. Dans ce dernier cas, chaque femme devait porter avec elle la planche à laver et le battoir à linge. Il était utilisé conjointement à une planche à laver, consistant en un châssis en bois rectangulaire incorporant une série de reliefs en bois ou en métal ou un ondulé.

« Les femmes allaient à la lessive avec leurs paniers pleins de vêtements sales, un petit banc pour protéger leurs genoux et un bloc de savon fait maison. »

« Autour d’elles, sous elles, coulait un grand ruissellement, les seaux d’eau chaude promenés et vidés d’un trait, les robinets d’eau froide ouverts, pissant de haut, les éclaboussements des battoirs, les égouttures des linges rincés, les mares où elles pataugeaient s’en allant par petits ruisseaux sur les dalles en pente. »